# Berkshire Championships
Die Berkshire Championships waren offene internationale Meisterschaften im Badminton in England. Sie waren eines der bedeutendsten internationalen Badmintonturniere in der Anfangszeit des Sports und wurden seit den 1920er Jahren ausgetragen. 1975 fand die Meisterschaft zum 41. Mal statt. Mit der Ausbreitung des Badmintonsports über alle Kontinente verloren die Titelkämpfe in den 1970er Jahren an internationaler Bedeutung.

## Sieger
| Saison    | Herreneinzel      | Dameneinzel       | Herrendoppel                 | Damendoppel                   | Mixed                           |
| --------- | ----------------- | ----------------- | ---------------------------- | ----------------------------- | ------------------------------- |
| 1929      |                   | Marjorie Barrett  |                              | Brenda Speaight L. W. Myers   |                                 |
| 1930      | Ralph Nichols     | F. Waterhouse     | Frank Hodge Donald C. Hume   | Marjorie Barrett Violet Elton | Donald C. Hume Marian Horsley   |
| 1931 1933 | keine Daten       | keine Daten       | keine Daten                  | keine Daten                   | keine Daten                     |
| 1934      | Ralph Nichols     | Diana Doveton     | Ralph Nichols Donald C. Hume | Betty Uber Diana Doveton      | Donald C. Hume Betty Uber       |
| 1935      | Ralph Nichols     | Alice Teague      | Ralph Nichols Donald C. Hume | Betty Uber Diana Doveton      | Donald C. Hume Betty Uber       |
| 1936      | C. H. Whittaker   | Thelma Kingsbury  | Ralph Nichols Donald C. Hume | Betty Uber Diana Doveton      | Donald C. Hume Betty Uber       |
| 1937 1939 | keine Daten       | keine Daten       | keine Daten                  | keine Daten                   | keine Daten                     |
| 1949      | nicht ausgetragen | nicht ausgetragen | L. G. Burden R. S. Lucas     | Joy Saunders Queenie Allen    | David Choong Audrey Stone       |
| 1950      | nicht ausgetragen | nicht ausgetragen | Tom Wingfield Barron Renton  | Betty Grace Audrey Blathwayt  | Ralph Nichols Nancy Horner      |
| 1951 1955 | keine Daten       | keine Daten       | keine Daten                  | keine Daten                   | keine Daten                     |
| 1956      | Hans Gustav Myhre | nicht ausgetragen | Tom Wingfield Ciro Ciniglio  | Nancy Horner Betty Grace      | J. A. Broadhurst Nancy Horner   |
| 1957      | Ciro Ciniglio     | Sheila Ryder      | Tom Wingfield Ciro Ciniglio  | Sheila Ryder Betty Grace      | Cyril Denton Sylvia Ripley      |
| 1958      | J. T. Woolhouse   | nicht ausgetragen | Dick Hashman Ronald Lockwood | Sylvia Ripley M. Crockett     | Ronald Lockwood Audrey Marshall |
| 1959 1974 | keine Daten       | keine Daten       | keine Daten                  | keine Daten                   | keine Daten                     |
| 1975      | David Hunt        | C. Hunt           | C. Goodman M. Parratt        | P. Chitty R. Rowan            | David Hunt Anita Darlington     |
| 1976 1979 | keine Daten       | keine Daten       | keine Daten                  | keine Daten                   | keine Daten                     |
| 1980      | Steve Stranks     | Nicola Bewley     | Martin Dew Chris Bacon       | C. Long M. Ellison            | Adrian Bell S. Bell             |
| seit 1981 | keine Daten       | keine Daten       | keine Daten                  | keine Daten                   | keine Daten                     |